# Monika Radulovic
Monika Radulovic (20 de septiembre de 1990 en Zavidovići, Bosnia y Herzegovina) es una modelo australiana y ganadora Miss Australia Universo 2015.

## Vida
Nació en Zavidovići, Bosnia y Herzegovina y es hija Goran y Vinka Radulovic, ambos eran miembros República Federativa Socialista de Yugoslavia. Radulovic con tres años de edad, se muda junto con sus padres hacia Australia. El 5 de junio de 2015, Radulovic fue coronada como Miss Australia 2015 por Tegan Martin, Miss Australia 2014.

## Miss Universo 2015
Radulovic representó a Australia en el certamen de Miss Universo 2015, pero al final queda como Cuarta Finalista del evento.